# Peter Schleicher (Organist)
Peter Schleicher (* 29. September 1985 in Stuttgart) ist ein deutscher Organist, Kirchenmusiker und Hochschullehrer.

## Leben
Peter Schleicher studierte von 2006 bis 2014 Kirchenmusik und Orgelimprovisation an der Hochschule für Musik und Darstellende Kunst Stuttgart. Seine dortigen Lehrer waren u. a. Bernhard Haas und Ludger Lohmann (Orgel), und Willibald Bezler, Johannes Mayr und Jürgen Essl (Orgelimprovisation). Im Jahre 2014 schloss er den Master of Music in Kirchenmusik mit Auszeichnung in Orgelliteraturspiel ab und Anfang 2015 den Master in Orgelimprovisation. 
Von Oktober 2010 bis Januar 2015 war er Stipendiat des katholischen Begabtenförderungswerkes Cusanuswerk und von Oktober 2013 bis Februar 2015 musikalischer Assistent von Veronika Stoertzenbach, ehemalige künstlerische Leiterin des Akademischen Chores und Orchesters der Universität Stuttgart. 
Von Oktober 2015 bis November 2018 war er Kirchenmusiker an St. Michael in Stuttgart-Sillenbuch und von Mai 2018 bis August 2020 zweiter Kirchenmusiker an St. Fidelis Stuttgart und an der musikalischen Konzeption im Rahmen des Spirituellen Zentrums station S beteiligt. 
Seit Mai 2016 ist er Dozent für Orgelliteraturspiel und Orgelimprovisation an der Hochschule für Kirchenmusik in Rottenburg am Neckar und seit September 2020 Kirchenmusiker an St. Elisabeth in Stuttgart.
Neben Meisterkursen und weiteren Studien u. a. bei den Organisten Pieter van Dijk, Francesco Finotti, François-Henri Houbart, Luigi Ferdinando Tagliavini und Jean Guillou führten ihn Konzertreisen u. a. nach Frankreich, Österreich, Italien und Südafrika.

## Videografie
Peter Schleicher veröffentlichte seit 2012 sechs Videos bei YouTube, darunter u. a. von  Olivier Messiaen Adoro te aus dem Livre du Saint Sacrement, von Johann Sebastian Bach die Fuge Es dur BWV 552 sowie Orgelimprovisationen, eine über „Il est né le divin enfant“ und zusammen mit Lukas Grimm eine Improvisation an zwei Orgeln („Paraphrases séparées“). Die Anzahl der Aufrufe lag im Juli 2024 bei über 1800.

## Auszeichnungen
- 2010: Sonderpreis für die Improvisation einer barocken Fuge beim 10. Bundeswettbewerb für Schulpraktisches Klavierspiel in Weimar.[5]
- 2011: Dritter Preisträger beim Internationalen Wettbewerb für Orgelimprovisation in Schwäbisch Gmünd[6]
- 2012: Dritter Preisträger beim Ökumenischen Orgelimprovisations-Wettbewerb in Düsseldorf[7]
- 2013: Zweiter Preisträger und Gewinner des Publikumspreises beim Internationalen Wettbewerb für Orgelimprovisation in Schwäbisch Gmünd[8]
- 2013: Dritter Preisträger beim 10. Wettbewerb „Orgelimprovisation im Gottesdienst“ in Rottenburg am Neckar[9]
- 2015: Zweiter Preisträger beim Internationalen Wettbewerb für Orgelimprovisation in Schwäbisch Gmünd[10]
- 2017: Zweiter Preisträger beim Internationalen Wettbewerb für Orgelimprovisation in Schwäbisch Gmünd[11]